# Толба, Юссуф
Юссуф Толба (араб. يوسف طلبة‎; род. 30 января 2001) — египетский лучник, специализирующийся в стрельбе из олимпийского лука. Двукратный чемпион Африканских игр и участник Олимпийских игр.

## Биография
Юссуф Толба родился 30 января 2001 года.
Он начал заниматься спортом в возрасте 12 лет в клубе «Иттихад Аль-Шурта». По воспомининиям Юссуфа, он пришёл на занятие по пользованию луком и стрелами. Он сразу заинтересовался и стал упорно заниматься.

## Карьера
В 2018 году Юссуф Толба участвовал на летних юношеских Олимпийских играх в Буэнос-Айресе, где в индивидуальном первенстве добрался до 1/8 финала.
В 2019 году египтянин стал двукратным чемпионом Африканских игр в Сале, завоевав золото в составе мужской команды, а также в миксте. Толба участвовал и в личном турнире, завоевав бронзовую медаль.
В 2021 году Юссуф Толба участвовал на двух этапах Кубка мира. В Лозанне он принял участие в миксте, где египтяне дошли до 1/8 финала, а в личном первенстве вылетел уже в первом раунде. На следующем этапе в Париже египетские лучники в миксте выступили менее удачно, став лишь 29-ми, а в личном турнире Юссуф добрался до 1/32 финала. На Олимпийских играх в Токио египтяне Амаль Адам и Юссуф Толба в миксте заняли лишь 29-е место по результатам рейтингового раунда и не попали в финальную сетку. Таким образом, Толба участвовал только в индивидуальном первенстве. Однако уже в первом матче плей-офф против казахстанского лучника Дениса Ганькина проиграл со счётом 4:6.